# Nikolaos Politis (taekwondo)
Nikolaos Politis –en griego, Νικόλαος Πολίτης– (15 de agosto de 1994) es un deportista griego que compitió en taekwondo. Ganó una medalla de bronce en el Campeonato Europeo de Taekwondo de 2012, en la categoría de –54 kg.

## Palmarés internacional
| Campeonato Europeo | Campeonato Europeo       | Campeonato Europeo | Campeonato Europeo |
| Año                | Lugar                    | Medalla            | Categoría          |
| ------------------ | ------------------------ | ------------------ | ------------------ |
| 2012               | Mánchester (Reino Unido) | Medalla de bronce  | –54 kg             |